# Liste der Geotope in der Stadt Kiel
Diese sortierbare Liste enthält die Geotope der kreisfreien Stadt Kiel in Schleswig-Holstein. Sie enthält die amtlichen Bezeichnungen für Namen und Nummern sowie deren geographische Lage (Stand 2015).
| Geotop-Nummer | Objektnummer Geotop-Potentialgebiete | Name                                                                             | Geotoptyp | Stadtteil(e) | Koordinaten                      | Bild | Bemerkung                                                                                   |
| ------------- | ------------------------------------ | -------------------------------------------------------------------------------- | --------- | ------------ | -------------------------------- | ---- | ------------------------------------------------------------------------------------------- |
| Kl 013        |                                      | Kliff Bad Schilksee – Kahlenberg                                                 | Kliff     |              | 54° 24′ 56,2″ N, 10° 10′ 58,6″ O |      |                                                                                             |
| Kl 031        |                                      | Kliff Falkenstein                                                                | Kliff     |              | 54° 24′ 28,2″ N, 10° 11′ 21″ O   |      |                                                                                             |
| Kl 032        |                                      | Kliff Düsternbrook (2 Einzelflächen)                                             | Kliff     | Düsternbrook | 54° 20′ 32,8″ N, 10° 9′ 6,5″ O   |      |                                                                                             |
| Kl 057        |                                      | Kliff Moorteichwiese                                                             | Kliff     |              | 54° 18′ 37,1″ N, 10° 7′ 4,4″ O   |      |                                                                                             |
|               | Mo 007                               | Moränenzug „Hornheimer Riegel“ im Vieburger Gehölz                               | Moräne    |              | 54° 17′ 51,2″ N, 10° 7′ 24,8″ O  |      |                                                                                             |
|               | Mo 017                               | Kuckucksberg (Kiel)                                                              | Moräne    |              | 54° 17′ 47,5″ N, 10° 9′ 25,9″ O  |      |                                                                                             |
|               | Mo 020                               | Eiszeitliche Moränen im Rönner Holz und in der Rönner Heide                      | Moräne    |              | 54° 15′ 18,4″ N, 10° 11′ 6,7″ O  |      | Die Moränen liegen sowohl in Kiel, als auch im Kreis Ostholstein.                           |
|               | Mr 013                               | Wellsee - Niederung, Kiel                                                        | Moor      |              | 54° 16′ 43″ N, 10° 10′ 54,8″ O   |      |                                                                                             |
|               | Mr 014/Qp 028                        | Weichsel - Kaltzeit: Pingo - ähnliche Struktur Moorsee - Niederung, südlich Kiel | Moor      |              | 54° 15′ 30,2″ N, 10° 8′ 7,1″ O   |      | Das Gebiet liegt sowohl in Kiel, als auch im Kreis Plön und im Kreis Rendsburg-Eckernförde. |
|               | Ta 016                               | Schlüsbek - Tal                                                                  | Talform   |              | 54° 16′ 7,7″ N, 10° 9′ 36,6″ O   |      |                                                                                             |
|               | Tu 007                               | Fuhlenseetal - Schusterkrug/Kiel                                                 | Tunneltal |              | 54° 25′ 54,8″ N, 10° 9′ 46,1″ O  |      | Das Tal liegt sowohl in Kiel, als auch im Kreis Rendsburg-Eckernförde.                      |
|               | Tu 010                               | Eidertal                                                                         | Tunneltal |              | 54° 16′ 47,2″ N, 10° 5′ 25,5″ O  |      | Das Tal liegt sowohl in Kiel, als auch im Kreis Rendsburg-Eckernförde.                      |

## Quelle
- Geotopliste Planungsraum II. (PDF, 293 KB) Geologischer Dienst im Landesamt für Landwirtschaft, Umwelt und ländliche Räume des Landes Schleswig-Holstein, Mai 2015, abgerufen am 20. Oktober 2015.